# Governo Rattazzi I
Il Governo Rattazzi I è stato il terzo esecutivo del Regno d'Italia, il primo guidato da Urbano Rattazzi.
Esso, nato in seguito alle dimissioni del precedente governo, è stato in carica dal 3 marzo all'8 dicembre 1862, per un totale di 280 giorni, ovvero 9 mesi e 5 giorni.
Questo esecutivo è stato altresì il primo del neonato Regno ad essere stato guidato da un membro della Sinistra storica.

## Compagine di governo

### Appartenenza politica
| Partito | Partito                 | Presidente | Ministri | Totale |
| ------- | ----------------------- | ---------- | -------- | ------ |
|         | Sinistra storica        | 1          | 5        | 6      |
|         | Destra storica          | -          | 1        | 1      |
|         | Indipendente (politica) | -          | 5        | 5      |

### Provenienza geografica
La provenienza geografica dei membri del Consiglio dei ministri si può così riassumere:
| Regione        | Presidente | Ministri | Totale |
| -------------- | ---------- | -------- | ------ |
| Piemonte       | 1          | 4        | 5      |
| Emilia-Romagna | -          | 2        | 2      |
| Lombardia      | -          | 1        | 1      |
| Toscana        | -          | 1        | 1      |

### Situazione parlamentare
NOTA: Ai tempi del Regno d'Italia, poiché secondo lo Statuto Albertino il governo rispondeva nei fatti al solo Re, la fiducia parlamentare in senso moderno non era obbligatoria (ed in tal senso vari sono stati i casi di formazione di un governo palesemente privo di tale supporto). La prassi di determinare la sopravvivenza dell’esecutivo in base al supporto parlamentare, dunque, si è andata sviluppando solo successivamente, specie con l’ascesa dei partiti di massa e con l’introduzione del sistema proporzionale, in tempi molto più tardi rispetto all’unità, ed ufficialmente solo con la Costituzione della Repubblica Italiana. Per questo motivo, il grafico sottostante espone, secondo ricostruzioni e dichiarazioni, nonché secondo la composizione del governo, l’eventuale supporto che questo avrebbe o ha ottenuto.
| Camera              | Collocazione | Partiti                       | Seggi     |
| ------------------- | ------------ | ----------------------------- | --------- |
| Camera dei deputati | Maggioranza  | PLC (342), DEM (62), IND (25) | 429 / 443 |
| Camera dei deputati | Opposizione  | ER-Pd'A (14)                  | 14 / 443  |

## Composizione
| Carica                                | Titolare                                                                            | Titolare                                                                            | Titolare                                                                            |
| Presidenza del Consiglio dei ministri | Presidenza del Consiglio dei ministri                                               | Presidenza del Consiglio dei ministri                                               | Presidenza del Consiglio dei ministri                                               |
| ------------------------------------- | ----------------------------------------------------------------------------------- | ----------------------------------------------------------------------------------- | ----------------------------------------------------------------------------------- |
| Presidente del Consiglio dei ministri |                                                                                     |                                                                                     | Urbano Rattazzi (Sinistra storica)                                                  |
| Ministro senza portafoglio            |                                                                                     |                                                                                     |                                                                                     |
| Ministro senza portafoglio            |                                                                                     |                                                                                     | Enrico Poggi (Indipendente) (fino al 31 marzo 1862)                                 |
| Ministero                             | Ministri                                                                            | Ministri                                                                            | Ministri                                                                            |
| Interno                               | Urbano Rattazzi (Sinistra storica) Ad interim (fino al 31 marzo 1862; poi titolare) | Urbano Rattazzi (Sinistra storica) Ad interim (fino al 31 marzo 1862; poi titolare) | Urbano Rattazzi (Sinistra storica) Ad interim (fino al 31 marzo 1862; poi titolare) |
| Agricoltura, Industria e Commercio    |                                                                                     |                                                                                     |                                                                                     |
|                                       |                                                                                     | Gioacchino Napoleone Pepoli (Indipendente)                                          |                                                                                     |
| Affari Esteri                         |                                                                                     |                                                                                     | Urbano Rattazzi (Sinistra storica) (fino al 31 marzo 1862)                          |
| Affari Esteri                         |                                                                                     | Giacomo Durando (Indipendente) (dal 31 marzo 1862)                                  |                                                                                     |
| Lavori Pubblici                       |                                                                                     |                                                                                     |                                                                                     |
|                                       |                                                                                     | Agostino Depretis (Sinistra storica)                                                |                                                                                     |
| Pubblica Istruzione                   |                                                                                     |                                                                                     | Pasquale Stanislao Mancini (Sinistra storica) (fino al 31 marzo 1862)               |
| Pubblica Istruzione                   |                                                                                     | Carlo Matteucci (Indipendente) (dal 31 marzo 1862)                                  |                                                                                     |
| Guerra                                |                                                                                     |                                                                                     |                                                                                     |
|                                       |                                                                                     | Agostino Petitti Bagliani di Roreto (Indipendente)                                  |                                                                                     |
| Marina                                |                                                                                     |                                                                                     |                                                                                     |
|                                       |                                                                                     | Carlo Pellion di Persano (Indipendente)                                             |                                                                                     |
| Finanze                               |                                                                                     |                                                                                     |                                                                                     |
|                                       |                                                                                     | Quintino Sella (Destra storica)                                                     |                                                                                     |
| Grazia e Giustizia e Culti            |                                                                                     |                                                                                     | Filippo Cordova (Indipendente) (fino al 31 marzo 1862)                              |
| Grazia e Giustizia e Culti            | Urbano Rattazzi (Sinistra storica) Ad interim (dal 31 marzo 1862)                   |                                                                                     |                                                                                     |
| Grazia e Giustizia e Culti            |                                                                                     | Raffaele Conforti (Sinistra storica) (dal 7 aprile 1862)                            |                                                                                     |
| Grazia e Giustizia e Culti            | Urbano Rattazzi (Sinistra storica) Ad interim (dal 30 settembre 1862)               |                                                                                     |                                                                                     |

## Cronologia

### 1862
- 3 marzo - A seguito delle dimissioni di Bettino Ricasoli, il re Vittorio Emanuele II affida a Rattazzi il compito di formare il nuovo governo. Cordova doveva assumere il Ministero dell'Interno, ma per opposizione di molti di sinistra, Rattazzi lo passa al Ministero della Grazia e Giustizia, e tiene senza portafoglio Poggi, che doveva andare in quest'ultimo. L'esecutivo è formato quasi esclusivamente da ministri piemontesi e si contraddistingue per una folta presenza di indipendenti vicini alla sinistra moderata.
- 13 maggio - Rattazzi dà ordine di arrestare in Trentino un numeroso gruppo di garibaldini (tra cui 123 ex membri dei Mille) accusati di insurrezionalismo.
- 29 agosto - Scontro dell'Aspromonte, in cui su sollecitazione dell'esecutivo i soldati regolari fermano l'azione di 1300 volontari legati a Giuseppe Garibaldi.
- 17 ottobre - Animato consiglio dei ministri: Pepoli e Depretis opinano che si formi un governo degli uomini più popolari; poi si conclude che per ora si vada avanti così, lasciando al presidente del consiglio di interpellare i parlamentari più influenti.
- 31 ottobre - A Torino ripetuti colloqui fra Rattazzi, Minghetti e Farini fanno correre la voce che si prepari un governo Rattazzi-Farini-Minghetti-Peruzzi.
- 19 novembre - A Torino a sera invitati da Farini, Vegezzi e Guerrieri si radunano 140 deputati dei gruppi dissidenti della maggioranza. Boncompagni formula un ordine del giorno di sfiducia, ma si delibera di decidere dell'atteggiamento dopo la svolgimento dell'interpellanza da esso Boncompagni presentata sulla politica del governo.
- 20 novembre - la Camera dei deputati inizia un’interpellanza urgente, proposta dall’onorevole Boncompagni, sulle condizioni politiche del Regno e su alcuni interventi del governo, la quale presto si sviluppa con toni decisamente sfavorevoli a quest’ultimo.
- 29 novembre - A seguito di numerose e prolungate polemiche per le azioni anti-garibaldine condotte dal governo (animate soprattutto da Ricasoli e dall'estrema sinistra) e constatato che egli non gode più della fiducia del sovrano, Rattazzi annuncia la sua volontà di dimettersi da capo del governo (formalizzata il 1º dicembre). Il Re ne è informato ufficiosamente e consulta Luigi Carlo Farini sulla situazione.
- 30 novembre - Discussa e scartata l'eventualità di sciogliere la Camera, il Re, su consiglio di Rattazzi, dà mandato di fiducia a Cassinis, che conferisce con il conte senatore Pasolini per la formazione del ministero.
- 1º dicembre - Alla Camera, continuando la discussione politica, il presidente dei ministri, Rattazzi ribatte le accuse mossegli; riconosce la difficoltà di raccogliere una maggioranza compatta ed annuncia di aver rassegnate al Re le dimissioni del gabinetto. Il deputato Boncompagni ritira la propria interpellanza.
- 6 dicembre - Dopo essersi rivolto al conte Gustavo Ponza di San Martino, il Re affida un incarico esplorativo al conte Giuseppe Pasolini al fine di formare un governo amministrativo. Questi, tuttavia, non ritenendo opportuna la situazione, consiglia la Re, dopo uno scambio di comunicazioni fra il conte e Farini, lo stesso Luigi Carlo Farini, il quale accetta poco dopo di entrare nel ministero assumendone la presidenza, ma volendo Pasolini agli affari esteri.
- 8 dicembre - Con la formazione del nuovo governo, si conclude formalmente l’esperienza del governo.